# Leptolebias marmoratus
The ginger pearlfish (Leptolebias marmoratus) là một loài cá thuộc họ Rivulidae. Nó là loài đặc hữu của Brasil.